# チボリ公園
チボリ公園（チボリこうえん、Tivoli）は、1843年に建てられたデンマークの首都コペンハーゲンにある遊園地である。年間来園者数は約350万人。面積は82,717平方メートル。1583年開園のデュアハウスバッケン、1766年開園のプラーター公園に次いで世界で3番目に歴史のあるテーマパークである。

## 歴史
1843年にゲオ・カールステンセンが、時の国王クリスチャン8世から約6ヘクタールの土地を借り受けてコペンハーゲンに誕生させたのが始まりである。土地を貸し出す際に国王は渋ったが、カールステンセンは「娯楽を提供する事で国民の関心が政治から離れる」と言って説得した。開園初日の入園者は3615人。その後、チボリ公園の魅力は国内外へと伝わり、1周年の日には1万6千人を突破した。創設以来2億7千人が訪れたというほどの、世界有数の観光スポットである。
『人魚姫』で有名なハンス・クリスチャン・アンデルセンはこのチボリ公園にしばしば足を運び、童話の構想を練ったと言われている。
また、ウォルト・ディズニーはディズニーランドの構想を練る際にここを再三訪れ、様々な点で参考にしている。

## 開園日・時間
毎年4月から9月にかけての営業である。それ以外は10月中旬とクリスマス前後を除いて閉鎖される。2008年の営業日は4月17日から9月21日、10月10日から19日、11月14日から12月30日（クリスマス当日の12月24・25日は休園）。
開園時刻は11時、閉園時刻は日によって変動する（通常シーズンは23時、深夜0時または0時30分）。

## ギャラリー

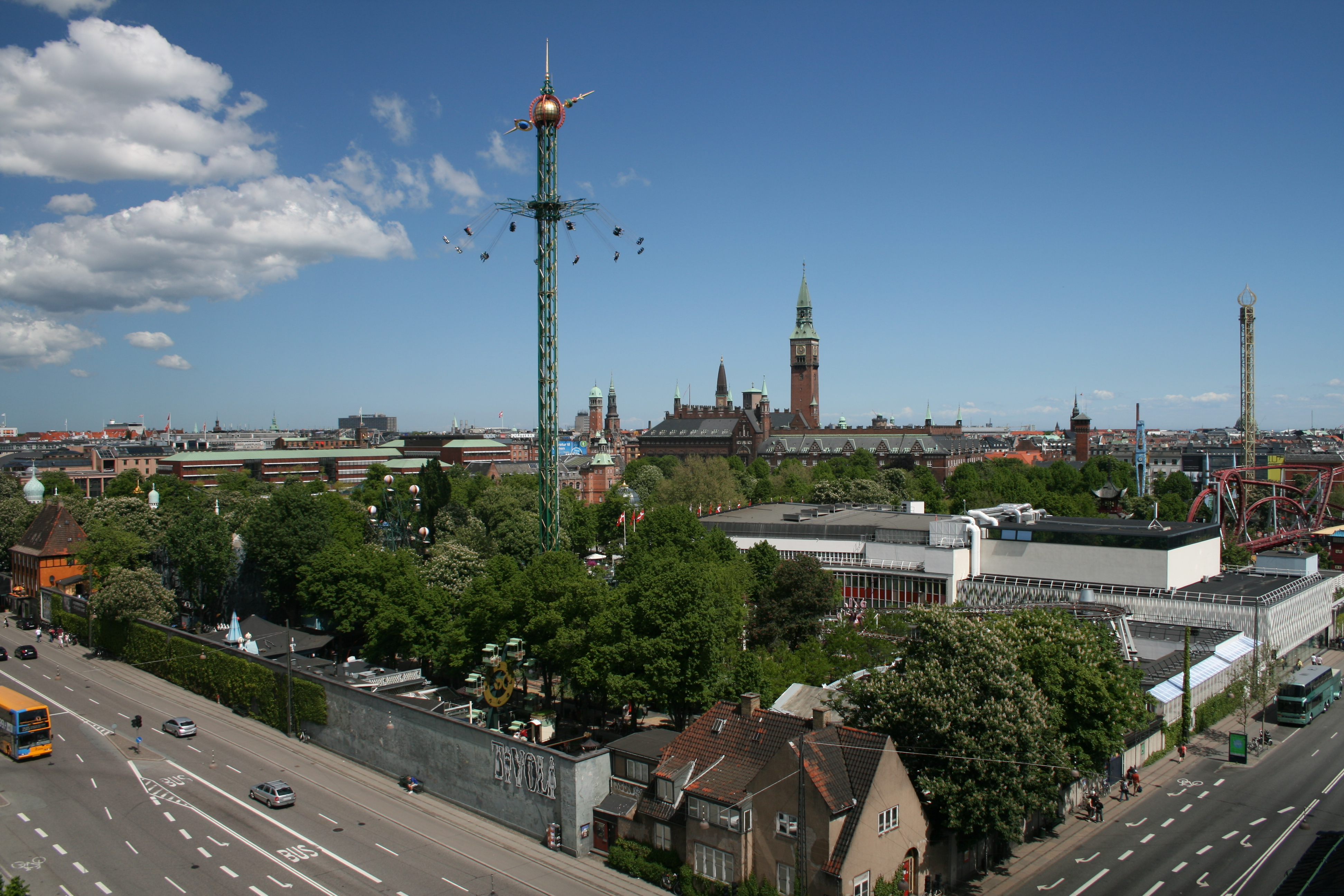
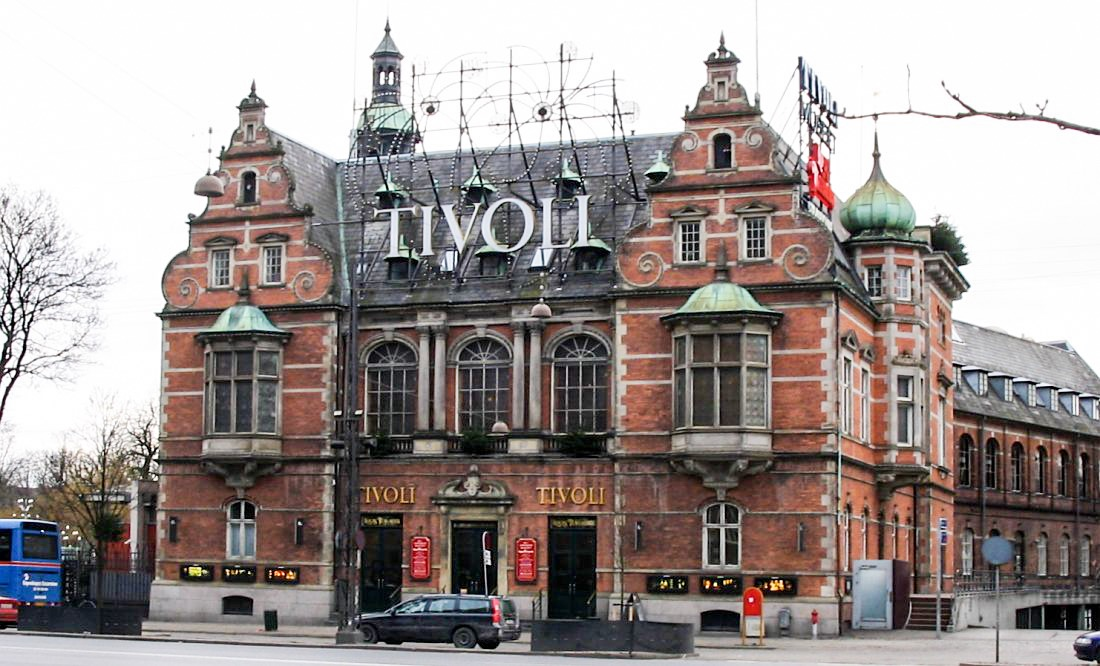
園北東部で市庁舎に面して立つHCアンデルセン城（デンマーク語版）(旧ルイス・タッソー蝋人形館（デンマーク語版）)。奥はチボリガードの控え室になっている。
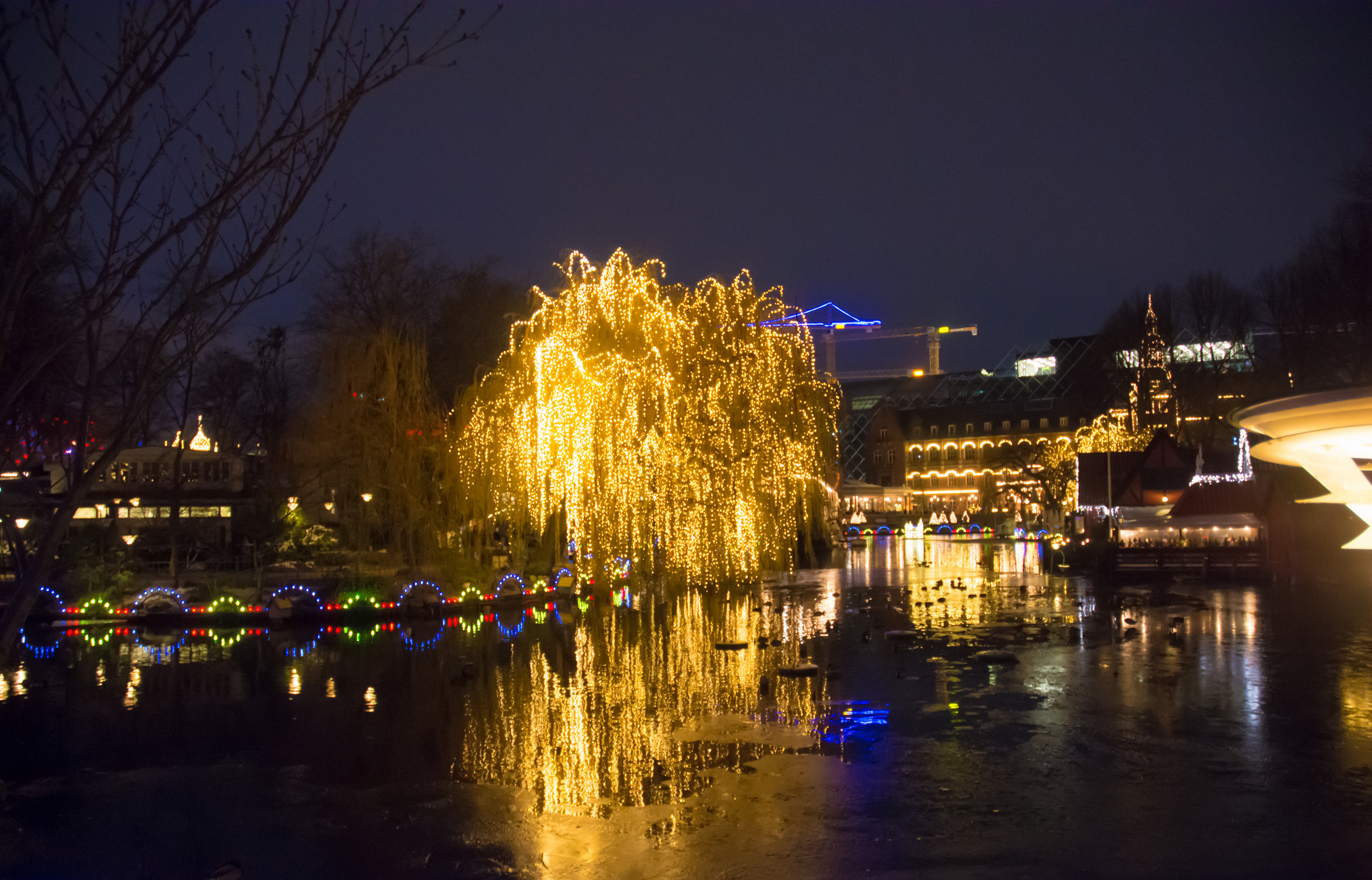
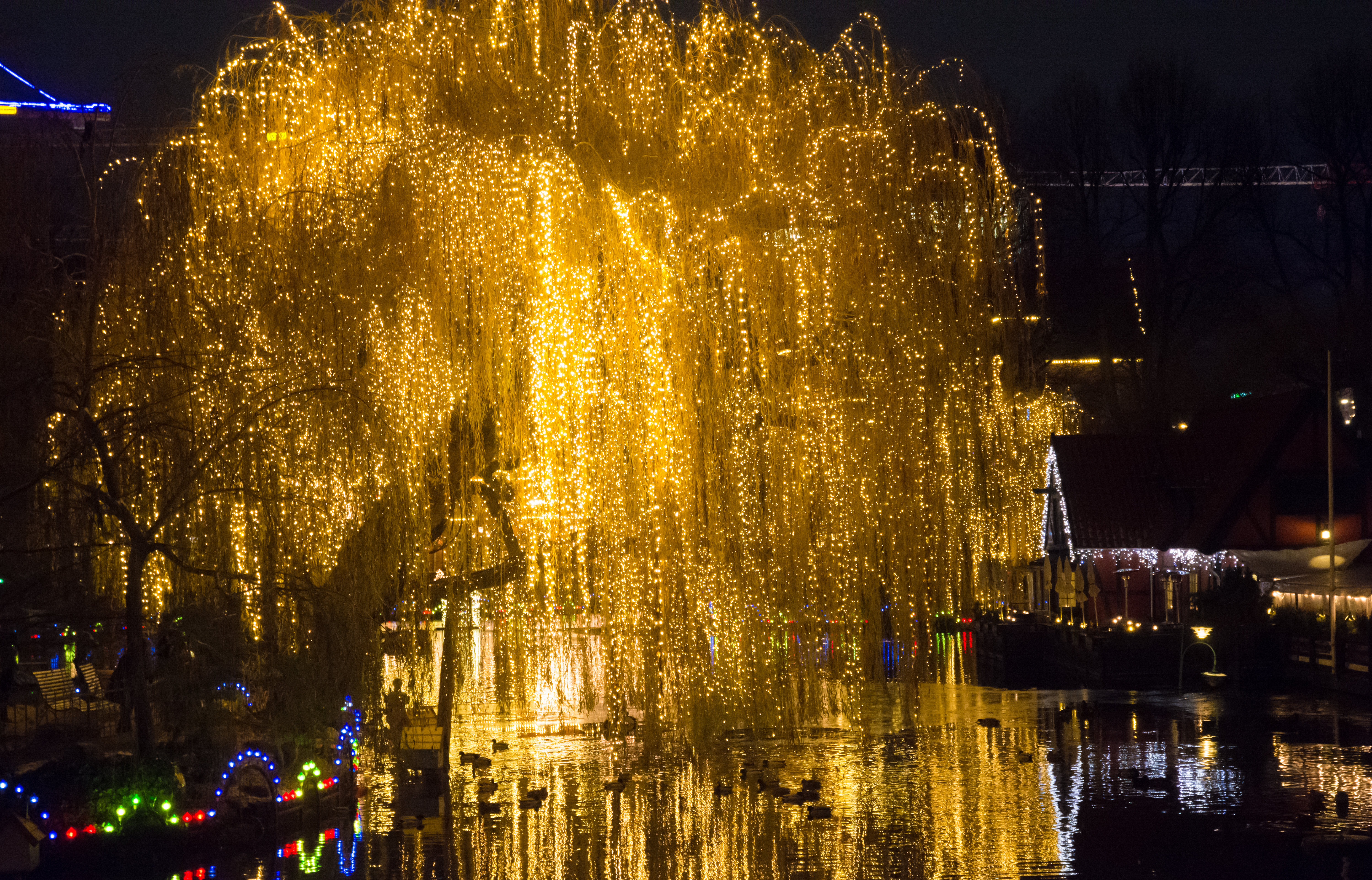
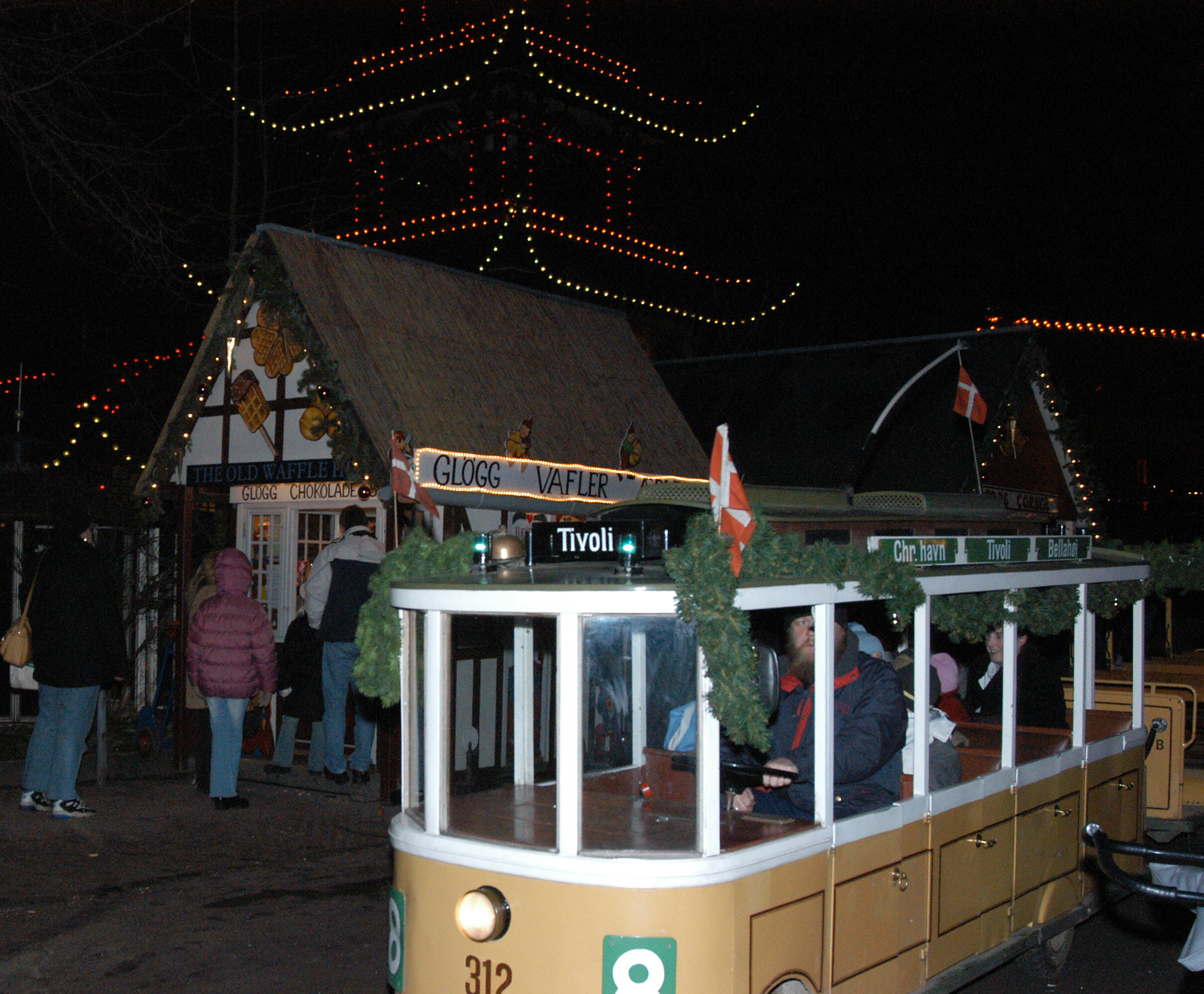
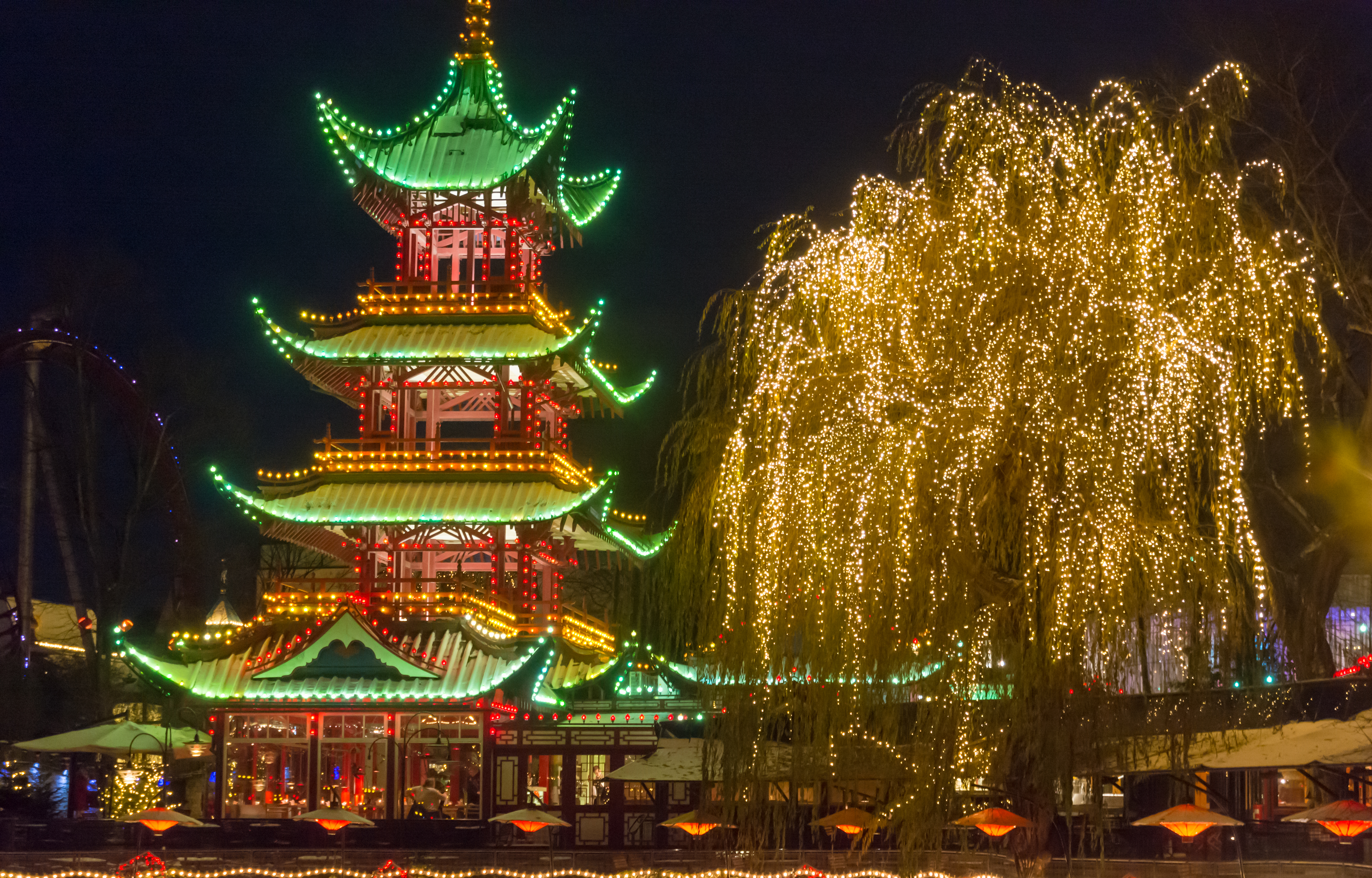
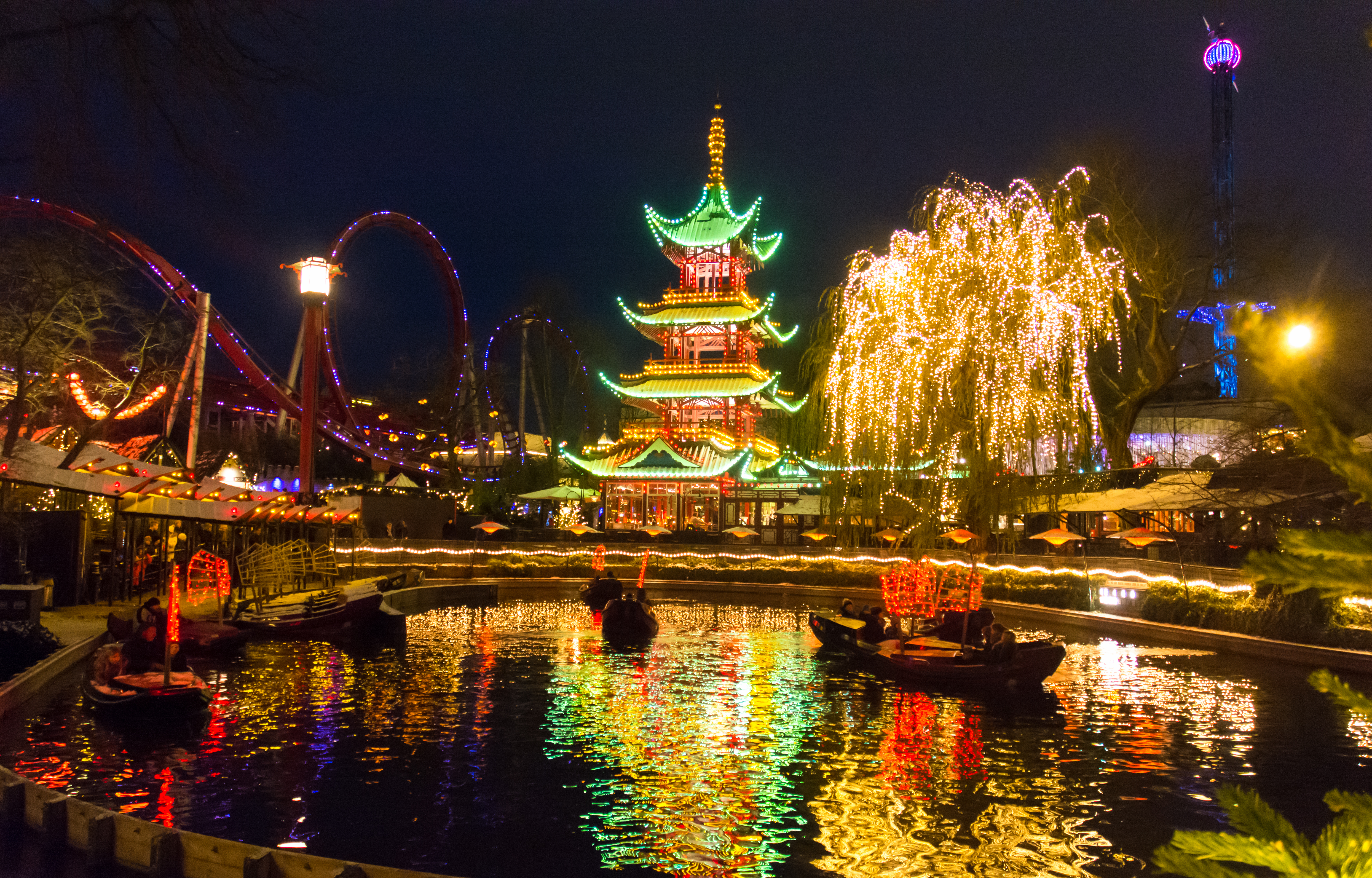
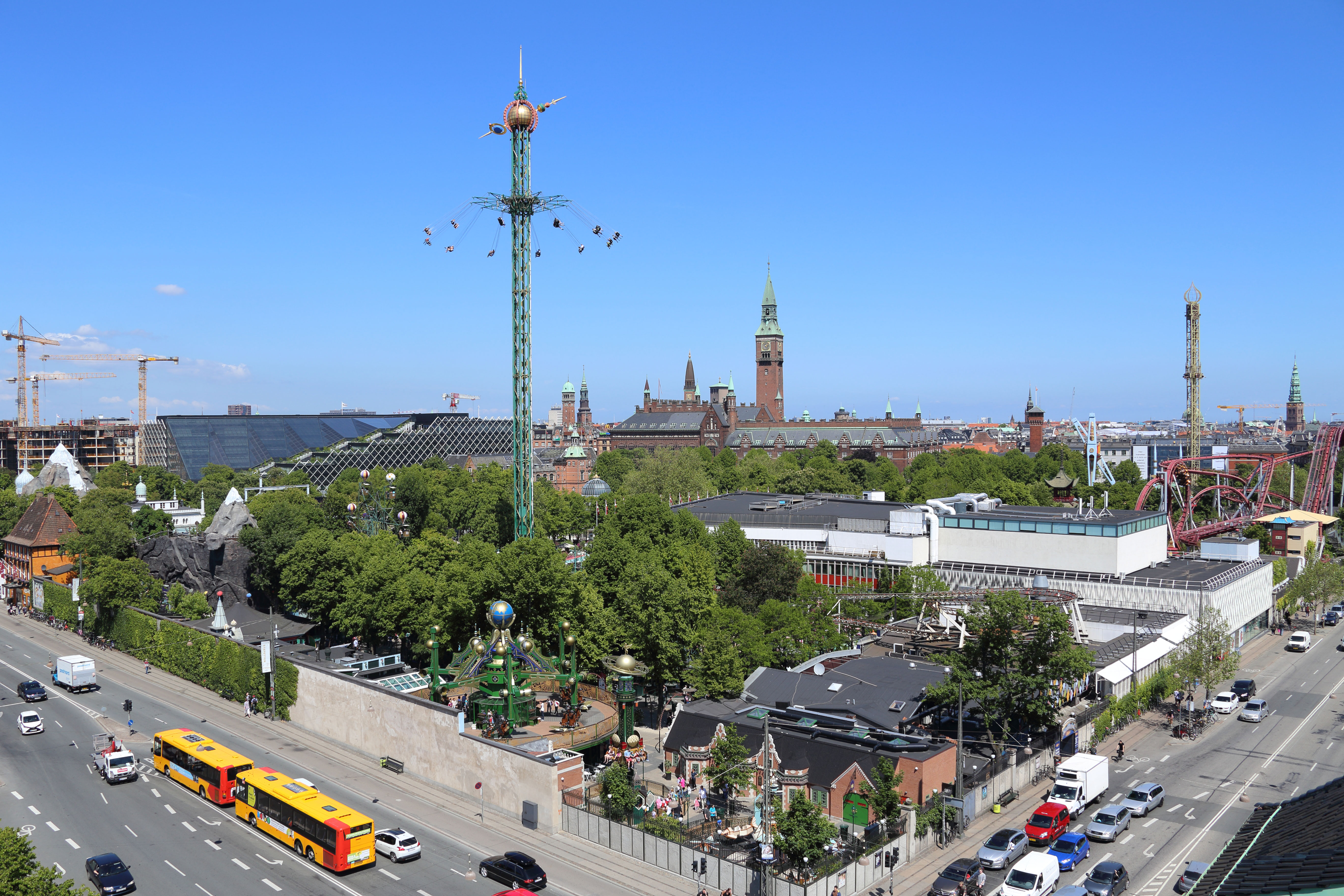
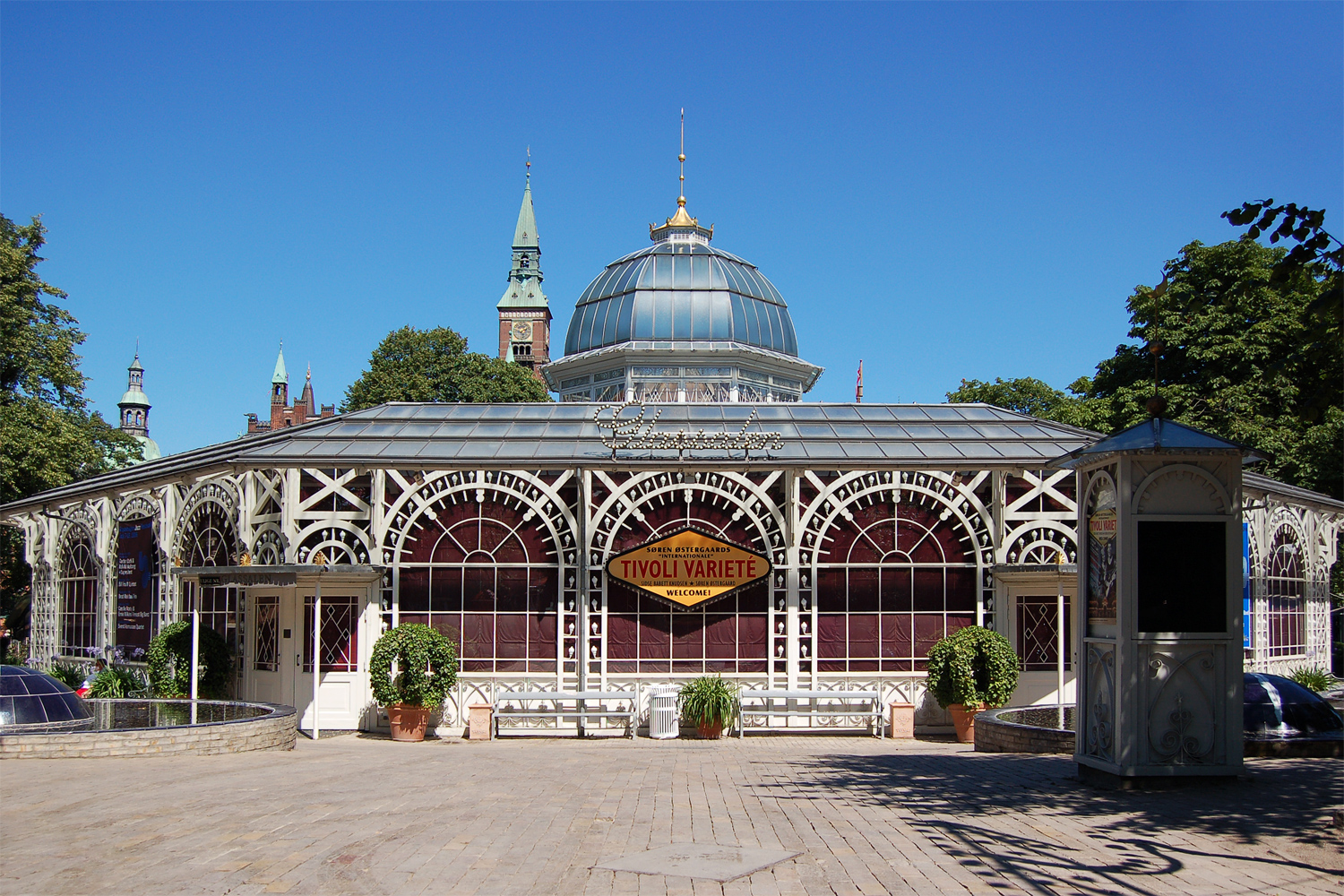
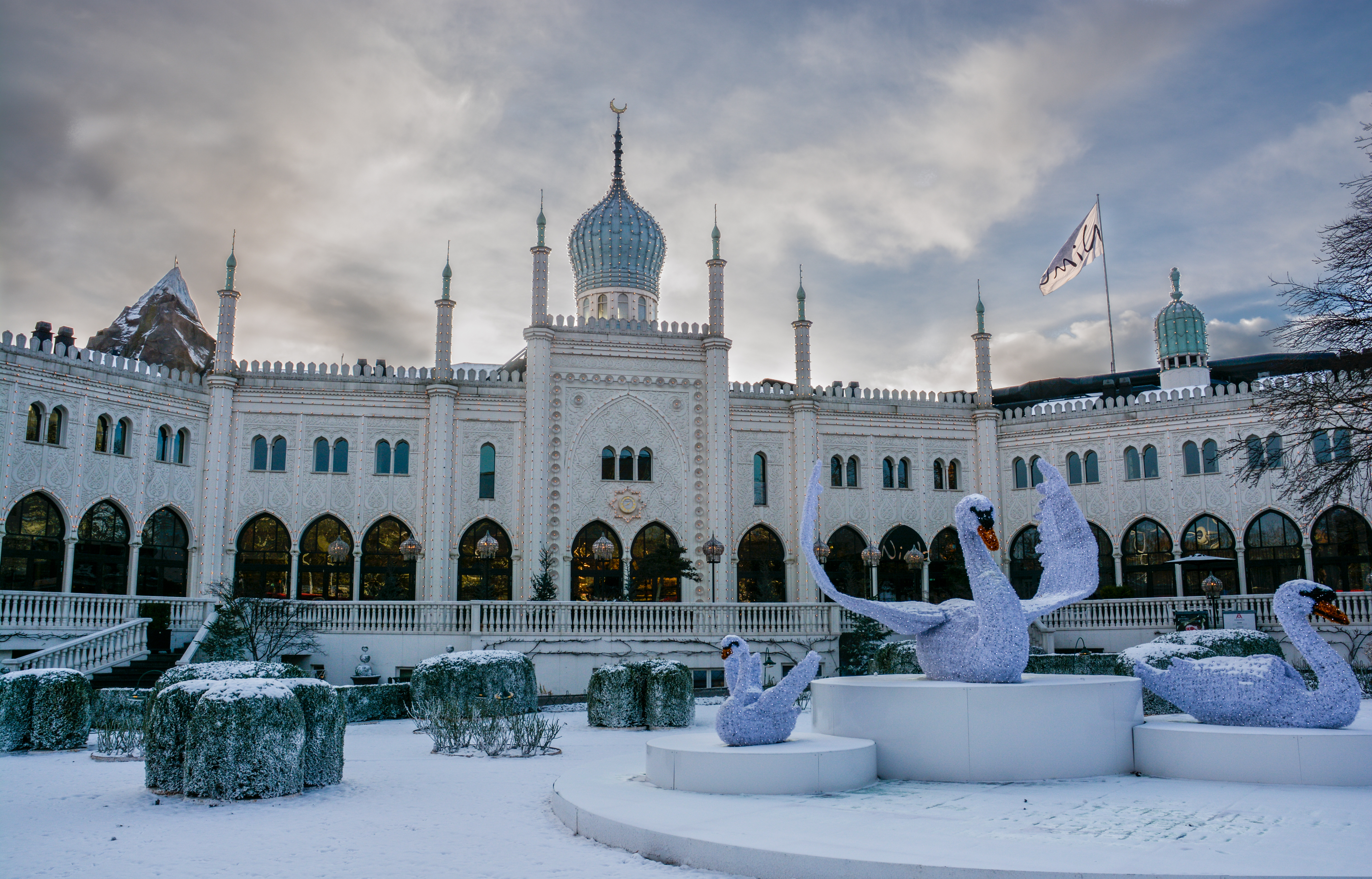
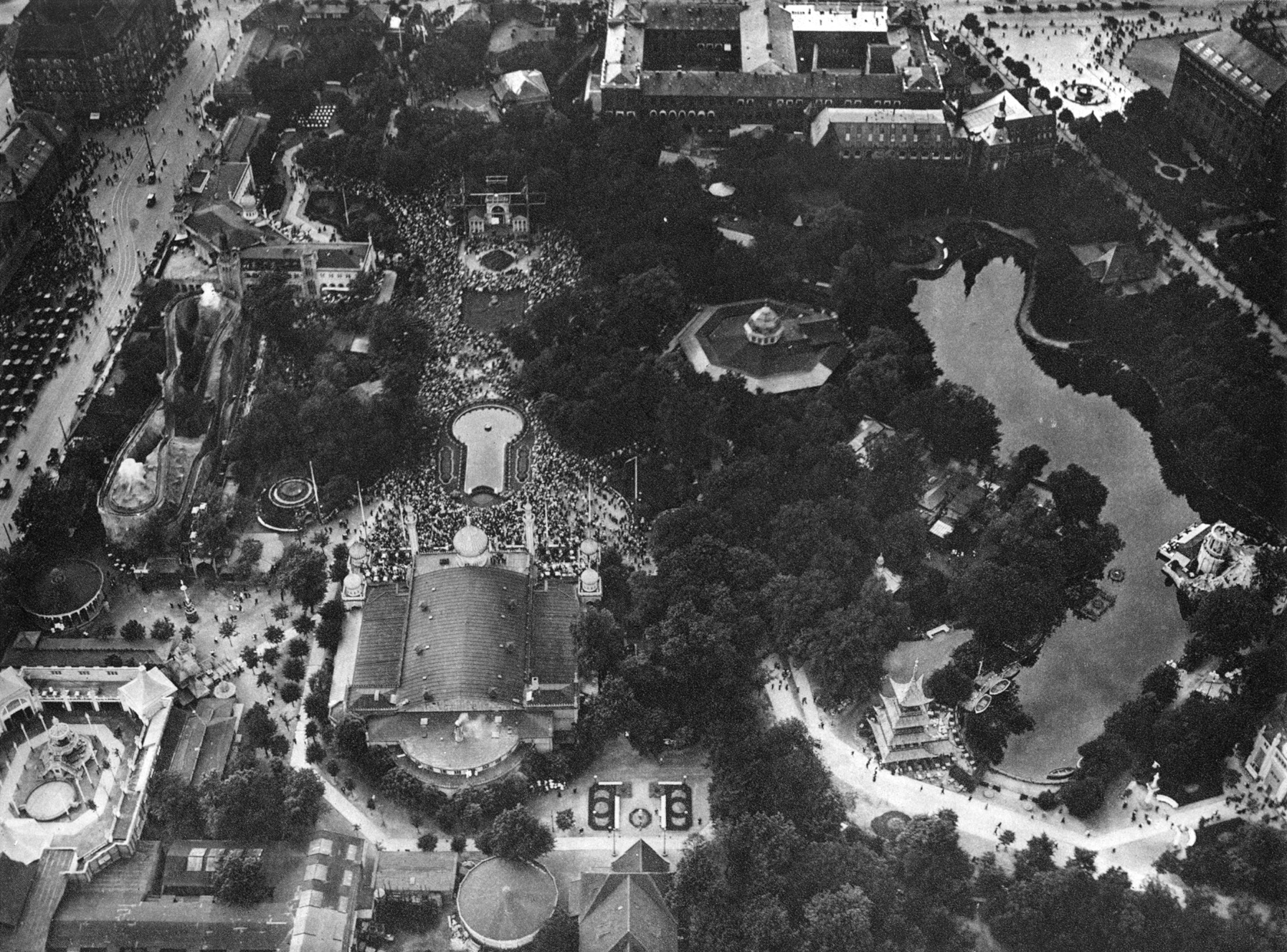
1922年の空撮
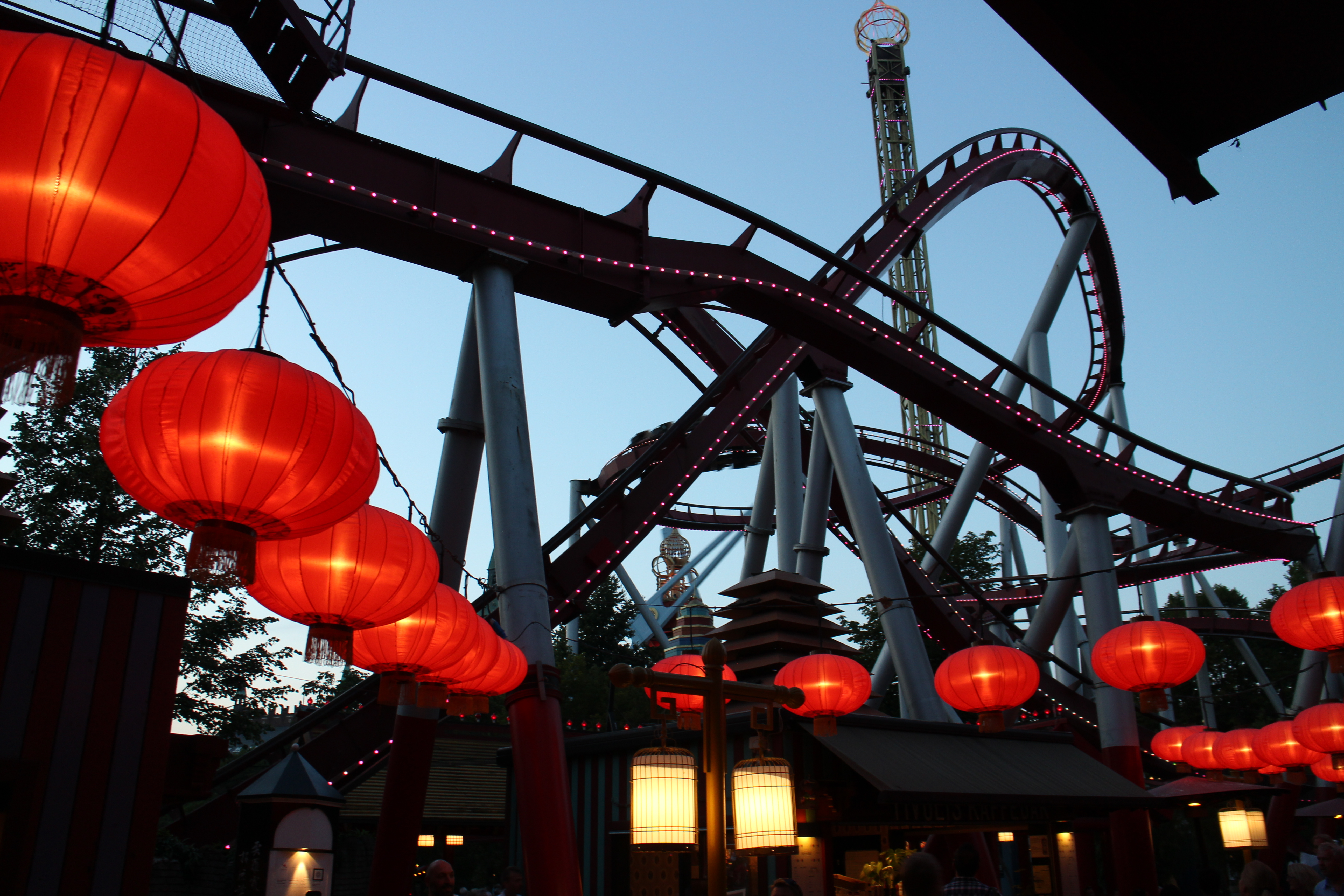